# Сбаа – Адрар – Регган
Сбаа – Адрар – Регган – газопровідна система у центральній частині алжирської Сахари.
В 1980-х роках за кілька десятків кілометрів на північний схід від Адрару виявили нафтогазове родовище Сбаа. Видобуток нафти з нього організували в 2007-му в межах проекту Туат, втім, ще до того за розробку запасів газу узялась алжирська державна компанія Sonatrach. Для видачі продукції в 2001-му проклали газопровід Сбаа – Адрар довжиною 35 км, який має діаметр 300 мм та розрахований на робочий тиск у 6,1 МПа.
В 2011-му спорудили газопровід Сбаа – Регган довжиною 180 км та діаметром 300 мм. На початковій ділянці він прямує в одному коридорі з Сбаа – Адрар.
Великими споживачами протранспортованого блакитного палива є ТЕС Адрар та ТЕС Зав'єт-Кунта (розташована приблизно посередині між Адаром та Регган). 
В 2020-му виникла можливість подачі до системи додаткового ресурсу через трубопровід GR5 – Адрар.